# Лижне двоборство на зимових Олімпійських іграх 1992
Змагання з лижного двоборства на зимових Олімпійських іграх 1992 тривали з 11 до 17 лютого. Розіграно два комплекти нагород. У рамках змагань стрибки з трампліна відбулися на трампліні Дю Пра в Куршевелі, а лижні перегони - на тимчасово побудованому стадіоні поруч з ним. Решта лижних і біатлонних змагань відбулись на лижному курорті Ле Сезі приблизно за 40 км від Альбервіля.

## Чемпіони та призери

### Таблиця медалей
| Місце              | Країна             | Золото | Срібло | Бронза | Загалом |
| ------------------ | ------------------ | ------ | ------ | ------ | ------- |
| 1                  | Франція            | 1      | 1      | 0      | 2       |
| 2                  | Японія             | 1      | 0      | 0      | 1       |
| 3                  | Норвегія           | 0      | 1      | 0      | 1       |
| 4                  | Австрія            | 0      | 0      | 2      | 2       |
| Загалом (4 збірні) | Загалом (4 збірні) | 2      | 2      | 2      | 6       |

### Види програми
| Дисципліна             | Золото                                                   | Золото    | Срібло                                                                 | Срібло    | Бронза                                                      | Бронза    |
| ---------------------- | -------------------------------------------------------- | --------- | ---------------------------------------------------------------------- | --------- | ----------------------------------------------------------- | --------- |
| Індивідуальні змагання | Фабріс Гі · Франція                                      | 44:28.1   | Сільвен Гійом · Франція                                                | 45:16.5   | Клаус Зульценбахер · Австрія                                | 45:34.4   |
| Командні змагання      | Японія · Рейніті Міката · Таканорі Коно · Кендзі Оґівара | 1:23:36.5 | Норвегія · Кнут Торе Апеланд · Фред Берре Лундберґ · Тронд-Ейнар Елден | 1:25:02.9 | Австрія · Клаус Офнер · Штефан Крайнер · Клаус Зульценбахер | 1:25:16.6 |

## Країни-учасниці
У змаганнях з лижного двоборства на Олімпійських іграх в Альбервілі взяли участь спортсмени з 12-ти країн. Естонія дебютувала в цьому виді програми, а Об'єднана команда єдиний раз взяла участь в Олімпійських іграх.
- Австрія (4)
- Естонія (4)
- Об'єднана команда (4)
- Фінляндія (4)
- Франція (4)
- Німеччина (4)
- Японія (4)
- Норвегія (4)
- Польща (2)
- Швейцарія (4)
- Чехословаччина (4)
- США (4)